# Lood(II)naftenaat
Lood(II)naftenaat is een mengsel van loodzouten van nafteenzuur. Vandaar dat de molecuulformule niet nauwkeurig bepaald is. De stof komt voor als een gele halfdoorzichtige pasta, die onoplosbaar is in water.

## Toepassingen
Lood(II)naftenaat wordt toegevoegd aan oliën en vetten om hun resistentie aan hoge druk te verhogen.

## Toxicologie en veiligheid
Lood(II)naftenaat vormt bij verbranding giftige dampen, onder andere lood(II)oxide en lood(IV)oxide.
De stof kan effecten hebben op het centraal zenuwstelsel en de nieren. Ze kan schadelijk zijn voor de voortplanting bij de mens.